# Pazifischer Riesenkrake
Der Pazifische Riesenkrake (Enteroctopus dofleini) ist ein großer Kopffüßer aus der Gattung der Riesenkraken. Er lebt in der Nähe der Küsten des nordwestlichen Pazifiks meist auf nicht-felsigem Untergrund und wird als größter Krake angesehen.

## Größe und Erscheinung
Der Pazifische Riesenkrake unterscheidet sich von anderen Arten allein schon durch seine Größe. Erwachsene Kraken erreichen häufig ein Gewicht von 23 bis 40 kg. Die größten Exemplare werden bis zu 270 kg schwer und können mit ausgespreizten Armen eine Kreisfläche von 9,50 m Durchmesser abtasten. Der Mantel oder „Kopf“ des Kraken hat eine Kegelform und enthält die wichtigsten Organe des wirbellosen Tieres. Die Haut des Kraken ist in entspanntem Zustand eher glatt. Durch die Steuerung kleiner Pigmentzellen in seiner Haut sowie mithilfe von Muskelkontraktionen ist jede Krakenart in der Lage, die Farbe, Musterung und Struktur der Hautoberfläche zu ändern, was den Tieren hilft, mit ihrer Umgebung optisch zu verschmelzen.

## Ernährung
Dieser Krake frisst gewöhnlich Garnelen, Krabben, Muscheln und Fische. Er hält die Beute mit seinen Saugnäpfen fest und öffnet die Schalen relativ schwacher Muscheln (etwa der Pazifischen Miesmuschel oder Venerupis philippinarum) mit seiner Armkraft; in härterschalige oder stärker bemuskelte wie Protothaca staminea nagt oder beißt er mit seinem Chitin-Schnabel ein Loch und injiziert vermutlich ein Toxin.

## Intelligenz
Der Pazifische Riesenkrake gilt als sehr intelligent. In Aquarien löste er schwierige Aufgaben wie das Öffnen eines Glasdeckels, um an Nahrung als Belohnung zu gelangen. Außerdem kann er einzelne Menschen wiedererkennen und das Verhalten anderer Kraken nachahmen.

## Bedeutung
Meeressäugetieren wie dem Seehund, dem Seeotter oder dem Pottwal dient der Pazifische Riesenkrake als Nahrungsquelle. In den Vereinigten Staaten wird der Krake auch kommerziell gefischt.

## Lebensdauer/Fortpflanzung
Mit einer mittleren Lebensdauer von drei bis fünf Jahren in der Natur gilt der Pazifische Riesenkrake als kurzlebig für ein Tier seiner Größe. Oktopusmütter versorgen ihren Laich, der aus bis zu 100.000 Eiern besteht, indem sie ihn von Algen freihalten und vor Fressfeinden schützen. Nach etwa sechs Monaten schlüpfen die etwa reiskorngroßen Jungtiere, von denen nur wenige bis ins Erwachsenenalter überleben. Oktopusweibchen sind semelpar: Während der Brutpflege nehmen sie keine Nahrung auf und sterben nach deren Abschluss.

## Schutz
Über diese einzeln lebenden Tiere ist wenig bekannt. Der Pazifische Riesenkrake wird gegenwärtig weder auf der Roten Liste gefährdeter Arten noch unter den schutzbedürftigen Tierarten des Washingtoner Artenschutz-Übereinkommens geführt. Allerdings ist er sehr empfindlich gegenüber Wasserverschmutzung und muss zukünftig möglicherweise geschützt werden, um sein Überleben zu sichern.